# Creature (groupe canadien)
Pour les articles homonymes, voir Creature.
Creature est un groupe de musique pop/rock canadien originaire de Montréal, Québec.

## Histoire
Formé en 2004, Creature a sorti leur premier album, No Sleep at All (Bonsound Records / Universal Music Canada), le 3 mars 2008. L'année suivante le groupe est nommé finaliste dans la catégorie Pop Album of The Year lors des Prix Juno en 2009.
Le son de Creature incorpore les éléments du hip-hop, dance-punk et du new wave. Chacun des membres du groupe contribuent aux vocales, donnant l'effet de dialogue garçon-fille dans les chansons.
En 2005 Creature a fait la première partie de Our Lady Peace à Montréal et en 2008, a aussi joué en première partie pour Mika au Centre Bell.
Le groupe a joué au festival Pop Montréal (2007, 2008, 2009), à Austin au Texas lors du festival South by Southwest en 2007 et y est retourné l'année suivante avec M pour Montréal. Creature a aussi joué en France lors des Transmusicales de Rennes.
En 2009, le groupe a été invité à jouer au Festival international de jazz de Montréal, aux évènements Transmit Live à Vancouver, Transmit China, El Evento 40 au Estadio Azteca, un concert présenté par Los 40 Principales et au FMTU Monterrey Music Festival au Mexique. Creature retourne aussi en France pour jouer au festival Solidays et à l'émission de télévision Taratata.
No Sleep at All sort au Mexique en août 2009 sur Universal Music Mexico et en France le 15 février 2010, sur Universal Music France.
Le 2 mars 2010, Creature a fait du bénévolat et a ramassé des fonds pour l'évènement Artistes pour War Child (Busking for Change), en jouant au métro Berri-UQAM à Montréal.
Le single Who's hot who's not" a été utilisé comme trame sonore pour une publicité de la revue BE qui met en vedette Paris Hilton. La pièce "Pop Culture" a été utilisé pour une annonce de Telus.

## Membres
- Kim Ho : voix, guitare
- CowBella (Lisa Iwanycki) : claviers, voix, percussions
- Sid-Z (Sid Zanforlin) : batterie, voix
- Meli Mae : guitare basse et voix

## Anciens membres
- Anastasia Culurides : bassiste
- K.C. : bassiste
- John Britton : percussionniste
- Anna Ruddick : Bassiste

## Discographie
- 2008 : No Sleep at All
- 2012 : Sick Imagination

## Singles
- 2008 : Pop Culture
- 2009 : Who's Hot Who's Not
- 2011 : So High